# Liste der Kulturdenkmale in Hartau (Zittau)

Lage des Ortsteils

In der Liste der Kulturdenkmale in Hartau (Zittau) sind die Kulturdenkmale des Zittauer Ortsteils Hartau verzeichnet, die bis April 2019 vom Landesamt für Denkmalpflege Sachsen erfasst wurden (ohne archäologische Kulturdenkmale). Die Anmerkungen sind zu beachten.

## Liste der Kulturdenkmale in Hartau
| Bild           | Bezeichnung | Lage                                                                             | Datierung                                                             | Beschreibung | ID       |
| -------------- | --- | -------------------------------------------------------------------------------- | --------------------------------------------------------------------- | --- | -------- |
| Weitere Bilder | Ruine der Burg Karlsfried                                                                                                   | (Richtung Lückendorf, Gabler Pass) (Karte)                                       | Von 1357 bis 1441                                                     | Geschichtlich und wissenschaftlich von Bedeutung | 09273723 |
| Weitere Bilder | Sachgesamtheit Königlich-Sächsische Triangulierung ("Europäische Gradmessung im Königreich Sachsen"); Station 39 Strassberg | (Fuchskanzel) (Karte)                                                            | Bezeichnet mit 1864                                                   | Triangulationssäule; Station 2. Ordnung, technikgeschichtlich und vermessungsgeschichtlich von Bedeutung. Die originale Nagelsäule ist noch heute Bestandteil der aktuellen trigonometrischen Netze. Es handelt sich um eine zylinderförmige Sandsteinsäule mit achteckigem Fuß. Die Säule ist an der Oberkante leicht abgeschrägt. Sie entspricht in ihrer Form der Säule auf dem Spitzberg. Die Säule ist auf einem freistehenden Felsen der sogenannten Fuchskanzel zu finden. Durch den starken Besucherverkehr wurden an der Oberfläche der Säule an vielen Stellen Namenseinritzungen vorgenommen, die die Oberfläche des Steines und teilweise die originale Beschriftung beschädigt haben. Die Beschriftung „Station/STRASSBERG/der/..../Triangulirung/1864“ zeigt nach Süden. Auch hier wurde der originale Zusatz „Kön. Sächs.“ aus der Säule herausgemeißelt. Schürfstellen von einer ehemals vorhandenen Abdeckung sind am oberen Rand der Säule zu finden. Auf dem Kopf der Säule ist ein Metallkreuz verschraubt, welches eventuell die Zentrumsvermarkung schützen soll oder eine spezielle Zielmarkierung aufnehmen kann. Die Vermarkungsstelle eines ehemaligen Höhenbolzens (war dieser vorhanden?) ist zugeputzt worden. Die Sichten in Richtung der Netzpunkte (nördliche Richtung) sind augenscheinlich frei von Sichthindernissen. | 09305028 |
| Weitere Bilder | Sowjetisches Ehrenmal | An der Lache, neben An der Ziegelei 2 (Karte)                                    | nach 1945                                                             | Denkmal und Grabstätte für 255 sowjetische Kriegsgefangene, geschichtlich von Bedeutung | 09273722 |
| Weitere Bilder | Wohnstallhaus | Härteltsweg 4 (Karte)                                                            | Vermutlich 1. Hälfte 19. Jahrhundert                                  | Fachwerk, sozialgeschichtlich, ortsbildprägend und baugeschichtlich von Bedeutung, Rest einer ehemaligen Hofanlage | 09273720 |
|                | Wohnhaus (möglicherweise ehemals Umgebindehaus)                                                                             | Obere Dorfstraße 8 (Karte)                                                       | Vermutlich frühes 19. Jahrhundert                                     | Baugeschichtlich und hausgeschichtlich von Bedeutung, Fachwerk verbrettert | 09273713 |
|                | Wohnhaus | Obere Dorfstraße 11 (Karte)                                                      | Vermutlich um 1800                                                    | Fachwerk, sozialgeschichtlich und hausgeschichtlich von Bedeutung | 09273712 |
| Weitere Bilder | Wohnhaus (Umgebindehaus) | Obere Dorfstraße 27 (Karte)                                                      | Vermutlich um 1840                                                    | Baugeschichtlich und hausgeschichtlich von Bedeutung, Fachwerk verbrettert | 09273709 |
| Weitere Bilder | Forsthof mit Wohnhaus (Umgebindehaus) mit Anbau an hinterer Seite                                                           | Obere Dorfstraße 31 (Karte)                                                      | 1756                                                                  | Wirtschaftsgebäude 2008 abgebrochen, ortsgeschichtlich, baugeschichtlich, wirtschaftsgeschichtlich und hausgeschichtlich von Bedeutung, strebenreiches Fachwerk am Wohnhaus im Obergeschoss, Wirtschaftsgebäude mit Kreuzstreben und Oberlaube | 09273707 |
|                | Wohnhaus (Umgebindehaus) | Obere Dorfstraße 40 (Karte)                                                      | Vermutlich Ende 18. Jahrhundert                                       | Baugeschichtlich und hausgeschichtlich von Bedeutung, Fachwerk verbrettert | 09273711 |
| Weitere Bilder | Wohnhaus | Obere Dorfstraße 44 (Karte)                                                      | Vermutlich Mitte 19. Jahrhundert                                      | Fachwerk, hausgeschichtlich und ortsbildprägend von Bedeutung, Fachwerk verbrettert | 09273708 |
| Weitere Bilder | Verteilerhäuschen/Sammelbecken für die „Goldbach“-Wasserleitung (Röhrhäusel)                                                | Röhrhäuselweg, hinter Obere Dorfstraße 49 (Karte)                                | 1726 (nach anderen Angaben 1644)                                      | Baugeschichtlich, ortsgeschichtlich und technikgeschichtlich von Bedeutung, schlichter Barockbau, „Wahrzeichen von Hartau“ | 09273705 |
| Weitere Bilder | Wohnhaus (Umgebindehaus) | Untere Dorfstraße 3 (Karte)                                                      | Vermutlich Ende 18. Jahrhundert                                       | Baugeschichtlich, sozialgeschichtlich, ortsbildprägend und hausgeschichtlich von Bedeutung, Fachwerk verbrettert | 09273714 |
| Weitere Bilder | Schulbau | Untere Dorfstraße 6 (Karte)                                                      | Bezeichnet mit 1889                                                   | Ortsgeschichtlich und baugeschichtlich von Bedeutung, ein Gründerzeitbau | 09273715 |
|                | Wohnstallhaus (mit rückwärtigem Anbau), Scheune und Toreinfahrt eines Bauernhofs                                            | Untere Dorfstraße 13 (Karte)                                                     | Bezeichnet mit 1782 (am Wohnteil); bezeichnet mit 1804 (am Stallteil) | Sozialgeschichtlich, baugeschichtlich, wirtschaftsgeschichtlich und ortsbildprägend von Bedeutung, Bauten (teilweise in Fachwerk-Obergeschoss) mit schönem Eingangsportal, durch erhöhte Lage in starkem Maße ortsbildbestimmend, von Norden her burgartig wirkend | 09273718 |
| Weitere Bilder | Wohnhaus (Umgebindehaus), ehemalige Schule                                                                                  | Untere Dorfstraße 15 (Karte)                                                     | Bezeichnet mit 1780                                                   | Ortsgeschichtlich, baugeschichtlich und hausgeschichtlich von Bedeutung, schönes Portal | 09273716 |
|                | Fischereigrenzstein von 1565 (1986 vom Neißeufer hierher versetzt)                                                          | Untere Dorfstraße, auf platzartiger Erweiterung bei Untere Dorfstraße 15 (Karte) | Bezeichnet mit 1565                                                   | Regionalgeschichtlich von Bedeutung | 09273717 |
| Weitere Bilder | Wohnstallhaus, Scheune, Pferdestall, Wagenschuppen und Hofmauer eines großen Bauernhofs                                     | Untere Dorfstraße 24 (Karte)                                                     | Bezeichnet mit 1836                                                   | Sozialgeschichtlich, baugeschichtlich, wirtschaftsgeschichtlich und ortsbildprägend von Bedeutung, das Wohnhaus mit schönem Eingangsportal | 09273719 |
|                | Wohnstallhaus, Seitengebäude und Scheune eines Bauernhofes                                                                  | Untere Dorfstraße 39 (Karte)                                                     | Vermutlich 1. Hälfte 18. Jahrhundert                                  | Wohnstallhaus und Seitengebäude Fachwerk, Scheune teilweise Fachwerk, sozialgeschichtlich, baugeschichtlich, hausgeschichtlich, wirtschaftsgeschichtlich und ortsbildprägend von Bedeutung, mit altertümlicher Fachwerkkonstruktion (Kreuzstrebenfachwerk) | 09273721 |

## Tabellenlegende
- Bild: Bild des Kulturdenkmals, ggf. zusätzlich mit einem Link zu weiteren Fotos des Kulturdenkmals im Medienarchiv Wikimedia Commons. Wenn man auf das Kamerasymbol klickt, können Fotos zu Kulturdenkmalen aus dieser Liste hochgeladen werden:
- Bezeichnung: Denkmalgeschützte Objekte und ggf. Bauwerksname des Kulturdenkmals
- Lage: Straßenname und Hausnummer oder Flurstücknummer des Kulturdenkmals. Die Grundsortierung der Liste erfolgt nach dieser Adresse. Der Link (Karte) führt zu verschiedenen Kartendiensten mit der Position des Kulturdenkmals. Fehlt dieser Link, wurden die Koordinaten noch nicht eingetragen. Sind diese bekannt, können sie über ein Tool mit einer Kartenansicht einfach nachgetragen werden. In dieser Kartenansicht sind Kulturdenkmale ohne Koordinaten mit einem roten bzw. orangen Marker dargestellt und können durch Verschieben auf die richtige Position in der Karte mit Koordinaten versehen werden. Kulturdenkmale ohne Bild sind an einem blauen bzw. roten Marker erkennbar.
- Datierung: Baubeginn, Fertigstellung, Datum der Erstnennung oder grobe zeitliche Einordnung entsprechend des Eintrags in der sächsischen Denkmaldatenbank
- Beschreibung: Kurzcharakteristik des Kulturdenkmals entsprechend des Eintrags in der sächsischen Denkmaldatenbank, ggf. ergänzt durch die dort nur selten veröffentlichten Erfassungstexte oder zusätzliche Informationen
- ID: Vom Landesamt für Denkmalpflege Sachsen vergebene, das Kulturdenkmal eindeutig identifizierende Objekt-Nummer. Der Link führt zum PDF-Denkmaldokument des Landesamtes für Denkmalpflege Sachsen. Bei ehemaligen Kulturdenkmalen können die Objektnummern unbekannt sein und deshalb fehlen bzw. die Links von aus der Datenbank entfernten Objektnummern ins Leere führen. Ein ggf. vorhandenes Icon  führt zu den Angaben des Kulturdenkmals bei Wikidata.